# Massimo Inguscio
Massimo Inguscio (Lecce, 26 gennaio 1950) è un fisico italiano.
Dal febbraio 2016 al febbraio 2021 è stato presidente del Consiglio Nazionale delle Ricerche.

## Biografia
Laureatosi con lode nel 1972 in fisica presso l'Università di Pisa, nel 1976 ha conseguito il dottorato presso la Scuola Normale Superiore di Pisa.
È stato visiting scholar presso l'Università del Colorado a Boulder, presso il Collège de France e l'Istituto Max Planck di ottica quantistica. Dal 1991 è professore di fisica presso l'Università di Firenze. Dal 2014 al 2016 è stato presidente dell'Istituto nazionale di ricerca metrologica, mentre dal febbraio 2016 al febbraio 2021 è stato presidente del Consiglio Nazionale delle Ricerche, gli succede Maria Chiara Carrozza.
È membro dell'Academia Europæa, dell'Istituto Lombardo, dell'Accademia delle Scienze di Torino e dell'Accademia dei Lincei, Fellow dell'American Physical Society e dell Optical Society of America.
Nel novembre 2016, presso l'Università di Pavia, ha ricevuto dal rettore Fabio Rugge la medaglia teresiana, onorificenza conferita a personalità illustri, tradizionalmente ospitate in occasione dell'inaugurazione dell'anno accademico.
Nel 2021 è diventato Professore emerito di Fisica della materia presso l'Università Campus Bio-Medico di Roma.

## Premi
Nel 2005 gli è stato conferito il Grand Prix Scientifique dell'Académie des Sciences e dell'Istituto di Francia (Fondation Simon e Cino del Duca), e nel 2009 ha ricevuto un Advanced Grant del Consiglio Europeo della Ricerca. Nel 2014 gli è stato assegnato il premio Herbert Walther. Nel 2024 gli è stata conferita la Medaglia Matteucci.